# Миколаївка (Дворічанська селищна громада)
Микола́ївка — село в Україні, у Дворічанській селищній громаді Куп'янського району Харківської області. Населення становить 566 осіб. До 2020 року  орган місцевого самоврядування — Миколаївська сільська рада.

## Географія
Село Миколаївка розташоване за 155 км від обласного центру та 38  км від районного центру, в балці Вишнева за 4,5 км від лівого берега річки Оскіл. В селі бере початок струмок Яр Кам'яний (місцева назва — Хавриша), нижче за течією якого примикає село Лиман Другий. Село витягнуте вздовж струмка на 5,5 км, на струмку зроблена загата (~40 га). На відстані 1 км розташовані села Павлівка та Нежданівка, за 2 км розташований пасажирський залізничний зупинний пункт Лиманська. Східна частина села раніше називалася Осоківка. Через село пролягає автомобільна дорога Р79.

## Історія
Село засноване у 1860 році. Першими його поселенцями були чумаки.
7 (20) листопада 1917 року, відповідно до.Третього Універсалу Української Центральної Ради, увійшло до складу Української Народної Республіки.
Село постраждало внаслідок геноциду українського народу, проведеного урядом СРСР у 1932—1933 роках, кількість встановлених жертв в Миколаївці, Микільському, Нежданівці, Орлівці, Осоківці, Павлівці, Петрівці склало 137 осіб.
12 червня 2020 року, відповідно до розпорядження Кабінету Міністрів України № 725-р «Про визначення адміністративних центрів та затвердження територій територіальних громад Харківської області», село увійшло до складу Дворічанської селищної громади.
19 липня 2020 року, в результаті адміністративно-територіальної реформи та ліквідації Дворічанського району, село увійшло до складу Куп'янського району Харківської області.
З 24 лютого 2022 року, з початку російського вторгнення в Україну, село тимчасово окуповане російськими загарбниками.

## Населення

### Мова
Розподіл населення за рідною мовою за даними перепису 2001 року:
| Мова            | Кількість | Відсоток |
| --------------- | --------- | -------- |
| українська      | 491       | 86.75%   |
| російська       | 58        | 10.25%   |
| ромська         | 12        | 2.12%    |
| румунська       | 3         | 0.53%    |
| інші/не вказали | 2         | 0.35%    |
| Усього          | 566       | 100%     |

## Економіка
- В селі є молочно-товарна ферма.
- КСП «Миколаївське».

## Об'єкти соціальної сфери
- Середня загальноосвітня школа.
- Клуб.

## Пам'ятки
- Ентомологічний заказник місцевого значення «Осоківський», загальною плошею 25 га. На схилах балок збереглися фрагменти рідкісних рослинних угруповань. Тут представлений комплекс степових і лугових комах, пов'язаних з відповідними рослинними формаціями, у тому числі рідкісні види, що занесені до Червоної книги різного рангу: дибка степова, вусань земляний хрестоносець, сколія степова, махаон, бражник скабіозовий, синявець рімнус.

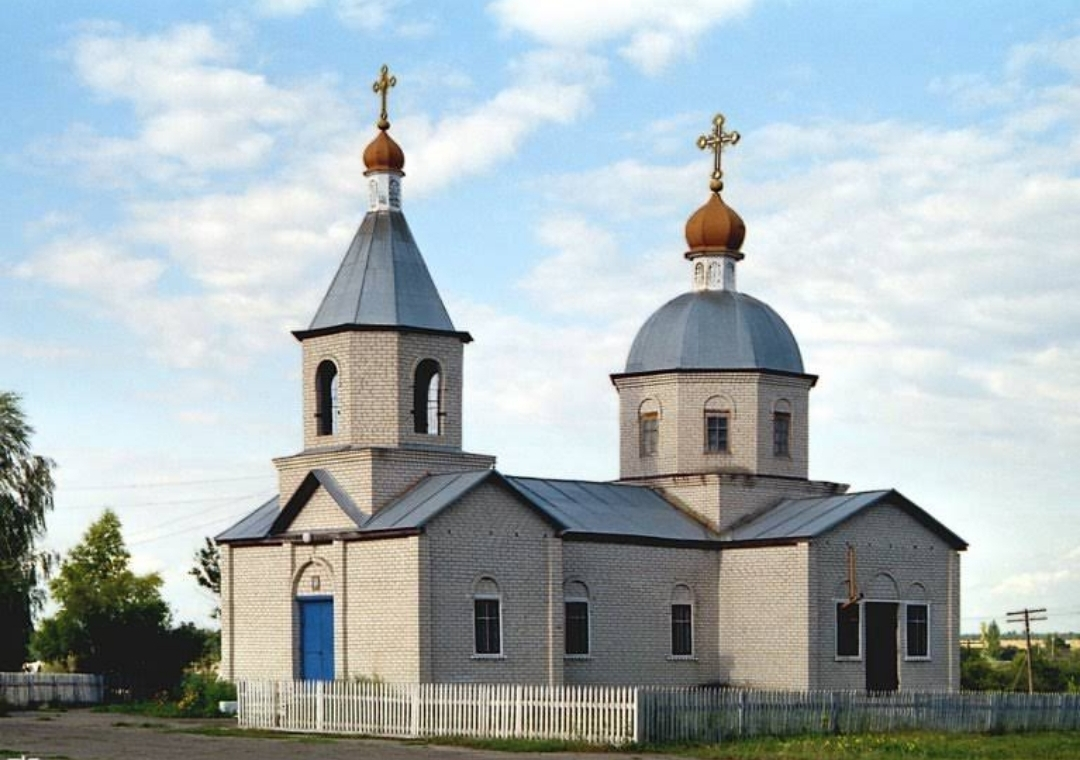

- Георгіївський храм.